# Pearl (film, 2022)
Pearl je americký dobový horor z roku 2022, který režíroval, produkoval a stříhal Ti West a společně s Miou Goth napsal scénář. Jedná se o druhý díl Westovy filmové série X a prequel k filmu X (2022). Ve filmu hrají Mia Goth, David Corenswet, Tandi Wright, Matthew Sunderland a Emma Jenkins-Purro.

## Synopse
Snímek slouží jako příběh o původu hlavní záporačky, jejíž vroucí touha stát se filmovou hvězdou se střetává s jejím domácím životem a násilnickými sklony, což vede k násilným činům na její rodinné usedlosti v Texasu v roce 1918.

## Obsazení
| Mia Goth           | Pearl           |
| David Corenswet    | promítač v kině |
| Tandi Wright       | Ruth            |
| Matthew Sunderland | otec Pearl      |

## Vývoj, produkce a vydání
Ti West začal psát scénář prequelu, který vzešel ze spolupráce s Miou Goth během natáčení filmu X. Z důvodu pandemie Covidu-19 se natáčelo na Novém Zélandu ihned po prvním filmu, přičemž využil kulisy filmu X a štáb filmu Avatar: The Way of Water. Při psaní postavy Pearl se inspiroval filmy jako Čaroděj ze země Oz (1939) a Mary Poppins (1964).
Snímek měl světovou premiéru 3. září 2022 na 79. ročníku Mezinárodního filmového festivalu v Benátkách a do kin ve Spojených státech jej 16. září 2022 uvedla společnost A24. Film vydělal přes 10 milionů dolarů a získal pozitivní hodnocení kritiků.
Třetí film série s názvem MaXXXine a přímé pokračování filmu X, byl uveden 5. července 2024. Mia Goth si v něm zopakovala svou druhou roli z prvního filmu.